# Mistrzostwa Świata w Lekkoatletyce 2009 – trójskok mężczyzn

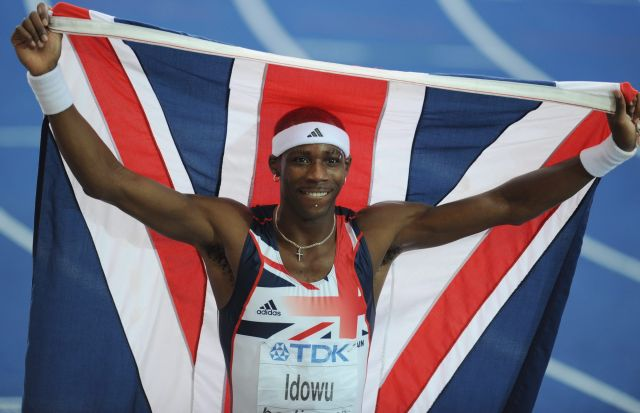
Mistrz świata Phillips Idowu

Trójskok mężczyzn – jedna z konkurencji rozegranych podczas 12. Mistrzostw Świata w Lekkoatletyce na Stadionie Olimpijskim w Berlinie.
Wymagane przez IAAF minimum kwalifikacyjne A do udziału w mistrzostwach wynosiło 17,10 m, natomiast minimum B 16,65 metrów. Minimum nie udało się uzyskać żadnemu reprezentantowi Polski.

## Terminarz
| Data        | Godzina | Runda      |
| ----------- | ------- | ---------- |
| 16 sierpnia | 19:00   | Eliminacje |
| 18 sierpnia | 18:05   | Finał      |

## Rezultaty
| Poz. – pozycja \| CR – rekord mistrzostw \| NR – rekord kraju \| PB – rekord życiowy \| DNS – nie wystartowała |
| SB – najlepszy wynik w sezonie \| X – próba spalona \| – – pominięcie próby \| NM – niezaliczenie żadnej próby |
| * wyniki podawane w metrach                                                                                    |

### Eliminacje
Do zawodów przystąpiło 46 zawodników 33 krajów. Trójskoczkowie w rundzie eliminacyjnej zostali podzielone na 2 grupy: A i B. Aby dostać się do finału, w którym startowało 12 zawodników, należało skoczyć co najmniej 17,15 m (Q). W przypadku gdyby rezultat ten osiągnęła mniejsza ilość sportowców lub gdyby żaden ze startujących nie uzyskał minimum, kryterium awansu były najlepsze wyniki uzyskane przez startujących (q). 
| Pozycja | Grupa | Zawodnik                      | Reprezentacja     | #1      | #2      | #3      | Rezultat | Uwagi |
| ------- | ----- | ----------------------------- | ----------------- | ------- | ------- | ------- | -------- | ----- |
| 1       | B     | Nelson Évora                  | Portugalia        | 17,44   |         |         | 17,44    | Q     |
| 2       | A     | Phillips Idowu                | Wielka Brytania   | 17,10   | 17,32   |         | 17,32    | Q     |
| 3       | B     | Li Yanxi                      | Chiny             | 16,78   | 17,27   |         | 17,27    | Q, SB |
| 4       | A     | Leevan Sands                  | Bahamy            | 17,02   | 16,84   | 17,20   | 17,20    | Q, SB |
| 5       | A     | Arnie David Giralt            | Kuba              | 16,92   | x       | 17,15   | 17,15    | Q     |
| 6       | B     | Teddy Tamgho                  | Francja           | x       | 17,11   | x       | 17,11    | q, SB |
| 7       | A     | Momcził Karailiew             | Bułgaria          | x       | 16,87   | 17,07   | 17,07    | q     |
| 8       | B     | Jadel Gregório                | Brazylia          | 17,06   | x       | 15,48   | 17,06    | q     |
| 9       | A     | Igor Spasowchodzki            | Rosja             | 16,87   | 16,84   | 17,02   | 17,02    | q     |
| 10      | A     | Nathan Douglas                | Wielka Brytania   | 17,00   | x       | 16,90   | 17,00    | q     |
| 11      | B     | Alexis Copello                | Kuba              | 16,99   | 16,78   | 16,98   | 16,99    | q     |
| 12      | A     | Dmitrij Vaľukevič             | Słowacja          | 16,96   | 16,69   | 16,85   | 16,96    | q     |
| 13      | A     | Onochie Achike                | Wielka Brytania   | 16,88   | 16,94   | x       | 16,94    |       |
| 14      | B     | Brandon Roulhac               | Stany Zjednoczone | 16,78   | 16,56   | 16,94   | 16,94    |       |
| 15      | A     | Fabrizio Schembri             | Włochy            | 16,88   | 16,88   | x       | 16,88    |       |
| 16      | B     | Tosin Oke                     | Nigeria           | 16,87   | 16,82   | x       | 16,87    | PB    |
| 17      | A     | Yoandri Betanzos              | Kuba              | x       | x       | 16,77   | 16,77    |       |
| 18      | B     | Randy Lewis                   | Grenada           | 16,73   | 13,38   | 16,52   | 16,73    |       |
| 19      | B     | Mykoła Sawołajnen             | Ukraina           | 16,68   | 16,64   | 16,72   | 16,72    |       |
| 20      | B     | Hugo Chila                    | Ekwador           | 16,34   | 16,70   | 16,52   | 16,70    | NR    |
| 21      | B     | Hugo Mamba-Schlick            | Kamerun           | 16,21   | 16,06   | 16,63   | 16,63    | SB    |
| 22      | B     | Walter Davis                  | Stany Zjednoczone | 16,27   | 16,62   | 15,87   | 16,62    |       |
| 23      | A     | Dzmitry Dziatsuk              | Białoruś          | 16,58   | 16,15   | x       | 16,58    |       |
| 24      | A     | Kim Deok-Hyeon                | Korea Południowa  | x       | 16,02   | 16,58   | 16,58    |       |
| 25      | B     | Alwyn Jones                   | Australia         | 16,20   | 16,57   | 16,50   | 16,57    |       |
| 26      | A     | Jewhen Semenenko              | Ukraina           | 16,29   | 16,52   | 16,54   | 16,54    |       |
| 27      | A     | Julian Reid                   | Jamajka           | 16,41   | 16,49   | 16,16   | 16,49    |       |
| 28      | A     | Jefferson Sabino              | Brazylia          | x       | 16,24   | 16,34   | 16,34    |       |
| 29      | A     | Samyr Laine                   | Haiti             | x       | 16,06   | 16,34   | 16,34    |       |
| 30      | A     | Kenta Bell                    | Stany Zjednoczone | x       | 16,32   | 16,18   | 16,32    |       |
| 31      | B     | Wiktor Jastrebow              | Ukraina           | x       | 16,31   | 16,15   | 16,31    |       |
| 32      | B     | Jewgienij Płotnir             | Rosja             | 16,13   | 16,29   | 15,96   | 16,29    |       |
| 33      | B     | Dimitrios Tsiamis             | Grecja            | 15,68   | 16,23   | x       | 16,23    |       |
| 34      | B     | Daniele Greco                 | Włochy            | 16,18   | x       | x       | 16,18    |       |
| 35      | B     | Jewgienij Jektow              | Kazachstan        | 16,13   | x       | 16,01   | 16,13    |       |
| 36      | B     | Mantas Dilys                  | Litwa             | 16,09   | 16,02   | 15,70   | 16,09    |       |
| 37      | A     | Mohamed Yusuf Salman          | Bahrajn           | x       | 16,05   | 15,71   | 16,05    |       |
| 38      | B     | Lauri Leis                    | Estonia           | 15,28   | 15,98   | 15,84   | 15,98    |       |
| 39      | B     | Leonardo Elisiario dos Santos | Brazylia          | 15,95   | x       | 15,85   | 15,95    |       |
| 40      | A     | Vladimir Letnicov             | Mołdawia          | 15,28   | 15,77   | 15,88   | 15,88    |       |
| 41      | A     | Fabrizio Donato               | Włochy            | 15,81   | x       | x       | 15,81    | SB    |
| 42      | A     | Andrés Capellán               | Hiszpania         | 15,35   | 15,80   | 15,67   | 15,80    |       |
| 43      | B     | Nguyễn Văn Hùng               | Wietnam           | x       | 15,03   | 15,56   | 15,56    |       |
| 44      | B     | Si Kuan Wong                  | Makau             | x       | 14,78   | 14,71   | 14,78    |       |
| 99 !    | A     | Charles Friedek               | Niemcy            | x       | x       | x       | NM       |       |
| 99 !    | A     | Yochai Halevi                 | Izrael            | 00,00 ! | 00,00 ! | 00,00 ! | DNS      |       |

### Finał
| Pozycja | Zawodnik           | Reprezentacja   | #1    | #2    | #3    | #4    | #5    | #6    | Rezultat | Uwagi |
| ------- | ------------------ | --------------- | ----- | ----- | ----- | ----- | ----- | ----- | -------- | ----- |
| 1       | Phillips Idowu     | Wielka Brytania | 17,51 | 17,44 | 17,73 | x     | x     | x     | 17,73    | WL    |
| 2       | Nelson Évora       | Portugalia      | 17,54 | x     | 17,38 | x     | 17,33 | 17,55 | 17,55    |       |
| 3       | Alexis Copello     | Kuba            | 17,06 | 17,19 | 14,82 | x     | 17,04 | 17,36 | 17,36    |       |
| 4       | Leevan Sands       | Bahamy          | 17,20 | 17,08 | 16,96 | 17,05 | 17,32 | 16,99 | 17,32    | SB    |
| 5       | Arnie David Giralt | Kuba            | 17,26 | 17,18 | x     | 17,19 | 17,01 | 17,06 | 17,26    |       |
| 6       | Li Yanxi           | Chiny           | 16,95 | 16,92 | 14,23 | 17,23 | x     | 16,75 | 17,23    |       |
| 7       | Igor Spasowchodzki | Rosja           | 16,73 | 16,91 | 14,66 | 14,75 | 16,37 | x     | 16,91    |       |
| 8       | Jadel Gregório     | Brazylia        | x     | 16,89 | 16,84 | 16,70 | x     | x     | 16,89    |       |
| 9       | Momcził Karailiew  | Bułgaria        | 16,82 | 16,78 | 16,81 |       |       |       | 16,82    |       |
| 10      | Nathan Douglas     | Wielka Brytania | 16,78 | 15,44 | 16,79 |       |       |       | 16,79    |       |
| 11      | Teddy Tamgho       | Francja         | x     | 16,79 | x     |       |       |       | 16,79    |       |
| 12      | Dmitrij Vaľukevič  | Słowacja        | x     | x     | 16,54 |       |       |       | 16,54    |       |